# Avet del Montseny
L'avet del Montseny o avet de Masjoan (Abies ×masjoannis) és una varietat cultivar d'avet obtinguda per hibridació entre les espècies Abies alba i Abies pinsapo, heretant característiques d'ambdues.

## Història
Concretament, el seu origen es troba a la finca Masjoan, situada a la població d'Espinelves a Osona. És una masia que té més de 300 anys d'antiguitat. A mitjans del segle xx, Joan Masferrer va fer la seva primera plantació d'arbres introduint diferents varietats d'avets. A partir d'aquesta plantació va crear un viver. Anys més tard, el seu besnét, Jesús Masferrer, va fer el descobriment d'un exemplar que no era ni un Abies alba ni un Abies pinsapo, i se li va acudir de posar-li Masjoani.

## Morfologia
L'avet de Masjoan pot arribar a fer fins a 30 metres d'alçada, amb un tronc recte d'escorça entre blanquinosa i grisenca. El port és cònic, amb branques ascendents a la capçada i entre penjants o revoltes en la base. Té acícules d'àpex arrodonit o escotat, disposat en raspall, d'uns 15-20 mm de longitud. S'utilitza molt en l'ornamentació. Les seves fulles són color verd fosc i molt abundants. Aquest avet té un creixement lent. Es creu que pot arribar als 300 anys d'edat, però els més vells que se coneixen el 2014 només tenen al voltant de cent anys.